# Khatlon
Khatlon (tiếng Tajik: Вилояти Хатлон/tiếng Ba Tư: ختلان, Xatlân), đôi khi ghi sai chính tả là Khatlan, một trong ba tỉnh Tajikistan (tiếng Tajik: вилоят, viloyat) và nơi đông dân nhất trong bốn khu vực hành chính cấp đầu tiên ở Tajikistan. Nó nằm ở phía tây nam của đất nước, giữa dãy Hisor Range ở phía Bắc và sông Panj ở phía nam. Có đường biên giới với các tỉnh Balkh, Kunduz, Takhar và Badakhshan của Afghanistan ở phía đông nam và với tỉnh Qashqadaryo của Uzbekistan ở phía Tây. Trong thời Xô Viết, Khatlon được chia thành Qurghonteppa Oblast (Tây Khatlon) – với Kofarnihon và Thung lũng sông Vakhsh – và Kulob Oblast (Đông Khatlon) – với Thung lũng sông Kyzylsu. Cả hai khu vực đã được sáp nhập vào tháng 11 năm 1992 vào tỉnh Khatlon hôm nay (hoặc viloyat, quận hành chính trong văn hóa Hồi giáo). Vốn là thành phố của Qurghonteppa, trước đây được biết đến như Kurgan-Tyube.
Khatlon có diện tích 24.800 km vuông và bao gồm 24 huyện; - 14 ở Tây Khatlon và 10 ở Đông Khatlon. Tổng dân số của Khatlon trong năm 2008 là 2.579.300, tăng từ 2.149.500 trong cuộc điều tra dân số năm 2000. Dân số trong Khatlon chủ yếu là tham gia vào nông nghiệp.

## Lịch sử
Trong suốt thời kỳ Liên Xô, Khatlon trở thành một trong hai khu vực sản xuất sợi bông chính tại Tajikistan. Nơi khác là Sughd (Leninabad). tập thể hóa của nông nghiệp đã được triển khai tích cực trong đầu những năm 1930, để mở rộng mức độ trồng bông ở Tajikistan như một tổng thể, với sự nhấn mạnh đặc biệt vào phần phía nam của nước cộng hòa. Quá trình này bao gồm các vi phạm đối với nông dân, mở rộng đáng kể của hệ thống thủy lợi, và buộc tái định cư của các dân tộc miền núi và người dân từ Uzbekistan đến những vùng đất thấp.
Các kết quả của chính sách này là để được nhìn thấy trong các thành phần dân tộc của Salua oblast cũng như trong thực tế là dân số Tajik xác định bản thân mình hoặc như người Gharmi (tái định cư từ miền núi) hoặc người Kulobi. Những nhóm này không bao giờ hòa hợp, và chiến đấu chống lại nhau trong Nội chiến ở Tajikistan. Khatlon oblast bị thiệt hại nặng nhất ở Tajikistan.
Kể từ khi cuộc xung đột dẫn đến cuộc nội chiến đã không bao giờ thực sự được giải quyết, căng thẳng trong khu vực vẫn còn tồn tại. Phần phía đông  - Kulob  - là quê hương của Tổng thống và gia tộc của mình và đã như vậy, đạt được rất nhiều ảnh hưởng chính trị. Trong thời kỳ Xô Viết, khu vực này đã phối hợp với các tầng lớp cầm quyền sau đó từ Leninabad, và chịu trách nhiệm cho các lực lượng dân quân, quân đội và các lực lượng an ninh. Kulob được coi là một khu vực rất bảo thủ. Tại thủ đô Qurghonteppa và các bộ phận của Kulob, Hồi giáo đối lập có rất nhiều sự ủng hộ của các Garmis.
Các gia tộc Kulyab có trụ sở tại Khatlon. Trong tháng 2 năm 1996 Đại tá Mahmud Khudoiberdiyev đã phát động một cuộc nổi dậy, nhấn mạnh rằng ba quan chức từ các gia tộc Kulyab từ chức trước khi ông kết thúc cuộc nổi loạn. Chính phủ đã đồng ý. Ngoài ra, Thủ tướng Dzhamshed Karimov và Abudzhalil Khamidov, Chủ tịch Ủy ban điều hành Leninabad Oblast, đã từ chức.

## Quận

### Quận phía Đông Khatlon
- Quận Baljuvon
- Quận Danghara
- Quận Hamadoni (Quận Moskovskiy)
- Quận Farkhor
- Quận Khovaling
- Quận Kulob
- Quận Muminobod
- Quận Shuro-obod
- Quận Vose'
- Quận Temurmalik (Quận Qizil-Mazor District, Sovetskiy)

### Quận phía Tây Khatlon
- Quận Bokhtar
- Quận Dzhami (Quận Dzhami (Jomi))
- Quận Jilikul
- Quận Khuroson (Ghozimalik District)
- Quận Norak
- Quận Nosiri Khusrav (Quận Beshkent)
- Quận Panj
- Quận Qabodiyon
- Quận Qumsangir
- Quận Rumi (Quận Kolkhozobod)
- Quận Sarband
- Quận Shahrtuz
- Quận Vakhsh
- Quận Yovon

## Nhân khẩu học
Các thành phần dân tộc của vùng Kulob là: 85% người Tajik, 13% Uzbek, 2% những người dân tộc khác. Trong Qurghonteppa sự phân chia là 59% người Tajik, 32% người Uzbek và 3% người Nga